# Stipa mexicana
Stipa mexicana är en gräsart som beskrevs av Albert Spear Hitchcock. Stipa mexicana ingår i släktet fjädergrässläktet, och familjen gräs. Inga underarter finns listade i Catalogue of Life.